# Navegació ortodròmica
|  | Per a altres significats, vegeu «navegació (desambiguació)». |

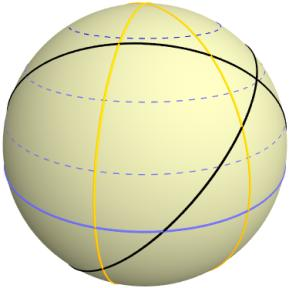
Ortodròmiques traçades sobre un globus.

La navegació ortodròmica o navegació pel cercle màxim, és la que segueix la distància més curta entre dos punts, és a dir, és la que segueix un cercle màxim. Per fer els càlculs de rumb i distància entre dos punts és necessari resoldre un  triangle esfèric els vèrtexs del qual són l'origen, la destinació i el pol.
Lortodròmica' és la línia o millor dit l'arc de cercle màxim que correspon a la distància més curta entre dos punts del globus, i atès que la Terra és aproximadament una esfera, la distància del cercle màxim és utilitzada sovint pels navegants per trobar la distància entre dues coordenades (coneixent la seva longitud i latitud) en un mapa, i el rumb que cal prendre per anar d'un a l'altre.

## Càlcul
{\displaystyle \operatorname {gc} (\delta ,\lambda ,\delta ',\lambda ')=2R\arcsin {\sqrt {\sin ^{2}{\left({\frac {\delta '-\delta }{2}}\right)}+\cos {\delta }\cdot \cos {\delta '}\cdot \sin ^{2}{\left({\frac {\lambda '-\lambda }{2}}\right)}\ }}}
{\displaystyle R\,} és el radi de l'esfera (Radi de la Terra {\displaystyle \approx } 6.367.000 metres).
{\displaystyle \delta \,} és la latitud (en radians).
{\displaystyle \lambda \,} és la longitud (en radians).
{\displaystyle gc\,} és l'arc de cercle màxim distància més curta entre dos punts sobre l'esfera

## Gràfic comparatiu

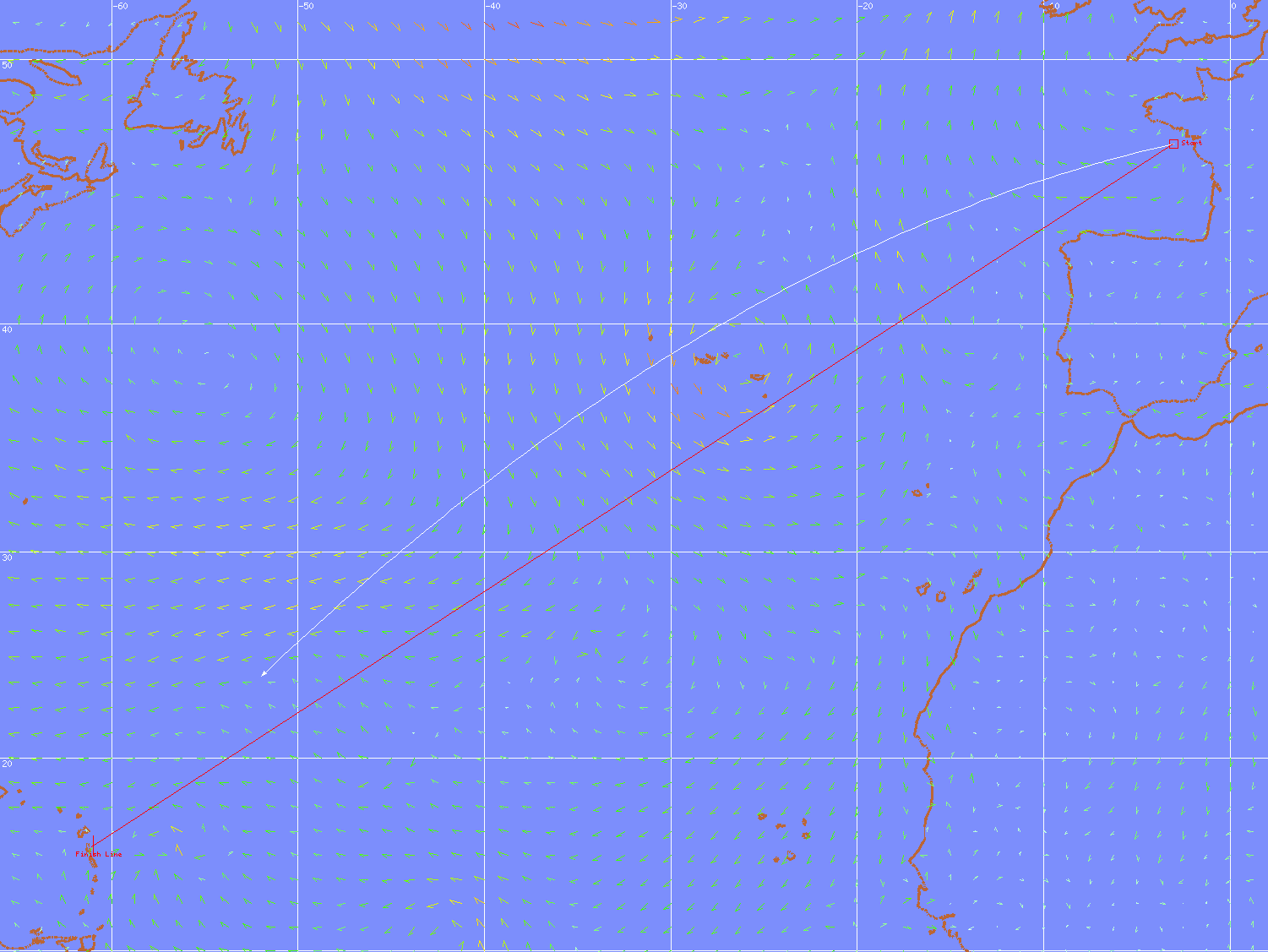
Comparació, del rumb ortodròmic comparat amb el loxodròmic